# Collegio uninominale Veneto 2 - 02 (2020)
Il collegio elettorale uninominale Veneto 2 - 02 è un collegio elettorale uninominale della Repubblica Italiana per l'elezione della Camera dei deputati.

## Territorio
Come previsto dalla legge n. 51 del 27 maggio 2019, il collegio è stato definito tramite decreto legislativo all'interno della circoscrizione Veneto 2.
È formato territorio di 41 comuni della provincia di Padova: Borgoricco, Cadoneghe, Campo San Martino, Campodarsego, Campodoro, Camposampiero, Carmignano di Brenta, Cervarese Santa Croce, Cittadella, Curtarolo, Fontaniva, Galliera Veneta, Galzignano Terme, Gazzo, Grantorto, Limena, Loreggia, Massanzago, Mestrino, Noventa Padovana, Piazzola sul Brenta, Piombino Dese, Rovolon, Rubano, Saccolongo, San Giorgio delle Pertiche, San Giorgio in Bosco, San Martino di Lupari, San Pietro in Gu, Santa Giustina in Colle, Selvazzano Dentro, Teolo, Tombolo, Torreglia, Trebaseleghe, Veggiano, Vigodarzere, Vigonza, Villa del Conte, Villafranca Padovana e Villanova di Camposampiero.
Il collegio è parte del collegio plurinominale Veneto 2 - 01.

## Eletti
| Elezione | Elezione | Deputato        | Partito |
| -------- | -------- | --------------- | ------- |
|          | 2022     | Massimo Bitonci | Lega    |

## Dati elettorali

### XIX legislatura
Come previsto dalla legge elettorale, 147 deputati sono eletti con sistema a maggioranza relativa in altrettanti collegi uninominali a turno unico.
| Candidati                                 | Candidati                 | Voti    | %     | Liste                          | Voti    | %     |
| ----------------------------------------- | ------------------------- | ------- | ----- | ------------------------------ | ------- | ----- |
|                                           | Massimo Bitonci ✔️ Eletto | 122 122 | 59,13 | Fratelli d'Italia              | 67 867  | 32,86 |
| Lega per Salvini Premier                  | Massimo Bitonci ✔️ Eletto | 122 122 | 59,13 | 33 347                         | 16,15   |       |
| Forza Italia                              | Massimo Bitonci ✔️ Eletto | 122 122 | 59,13 | 15 173                         | 7,35    |       |
| Noi moderati/Lupi - Toti - Brugnaro - UDC | Massimo Bitonci ✔️ Eletto | 122 122 | 59,13 | 5 760                          | 2,79    |       |
|                                           | Katia Maccarrone          | 43 214  | 20,93 | Partito Democratico-IDP        | 30 790  | 14,91 |
| +Europa                                   | Katia Maccarrone          | 43 214  | 20,93 | 6 133                          | 2,97    |       |
| Alleanza Verdi e Sinistra                 | Katia Maccarrone          | 43 214  | 20,93 | 5 661                          | 2,74    |       |
| Impegno Civico - Centro Democratico       | Katia Maccarrone          | 43 214  | 20,93 | 630                            | 0,31    |       |
|                                           | Maria Antonietta Auditore | 16 634  | 8,05  | Azione - Italia Viva - Calenda | 16 634  | 8,05  |
|                                           | Rosa Valentino            | 10 775  | 5,22  | Movimento 5 Stelle             | 10 775  | 5,22  |
|                                           | Lina Manuali              | 5 199   | 2,52  | Italexit                       | 5 199   | 2,52  |
|                                           | Michela Cattozzo          | 4 850   | 2,35  | Vita                           | 4 850   | 2,35  |
|                                           | Nicola Degani             | 2 064   | 1,00  | Italia Sovrana e Popolare      | 2 064   | 1,00  |
|                                           | Emanuele Caon             | 1 658   | 0,80  | Unione Popolare                | 1 658   | 0,80  |
| Totale                                    | Totale                    | 206 516 | 100   |                                | 206 516 | 100   |
|                                           |                           |         |       |                                |         |       |
| Schede bianche                            | Schede bianche            | 2 875   | 1,33  |                                |         |       |
| Schede nulle                              | Schede nulle              | 6 027   | 2,80  |                                |         |       |
| Votanti                                   | Votanti                   | 215 598 | 73,26 |                                |         |       |
| Elettori                                  | Elettori                  | 294 296 |       |                                |         |       |